# 平塚市立大住中学校
平塚市立大住中学校（ひらつかしりつおおすみちゅうがっこう）は神奈川県平塚市城所にある公立中学校。

## 沿革
- 1975年（昭和50年）
  - 4月1日 - 開校[1]。
  - 日付不明 - 体育館建設[4]。
- 1976年（昭和51年） - 管理・普通教室・特別教室棟（校舎1【本館・東】）と技術科棟建設[4]。
- 1980年（昭和55年） - 管理・普通教室・特別教室棟（校舎2【本館・西】）建設[4]。
- 2023年（令和5年）度 - 管理普通教室・特別教室棟（校舎1【本館・東】）を改修[4]。

## 交通アクセス
- 神奈川中央交通「平94」系統で、「大住中学校前」停留所下車後、
  - 伊勢原駅南口行停留所から、徒歩約345m・約5分。
  - 平塚駅北口行停留所から、徒歩約360m・約6分（最短距離移動した場合）。
    - 小田急小田原線伊勢原駅から、上述の神奈中バス「平94」系統「平塚駅北口」行に乗車し6分、「大住中学校前」停留所下車後、徒歩。
    - JR東海道線平塚駅から、上述の神奈中バス「平94」系統「伊勢原駅南口」行に乗車し16分、「大住中学校前」停留所下車後、徒歩。

  - なお、「平94」系統は運行本数が少ない（平日朝夕4.5往復のみ、土休日は運休）[5]のため、平塚・伊勢原両駅から「平88」系統に乗車し、「城島駐在所前」停留所下車後、徒歩約600m・約9分の方が便利となる（「平88」系統は1時間に1本(平日朝と夜は1時間に2本)の運行）。

## 周辺
- 国道271号小田原厚木道路
- 鈴川 (神奈川県)
- 平塚市立岡崎小学校
- 平塚市立城島小学校

## 通学地域
出典
- 平塚市立城島小学校
- 平塚市立岡崎小学校
- 平塚市立豊田小学校の一部